# Ungarische Eishockeyliga 1957/58
Die Saison 1957/58 war die 21. Spielzeit der ungarischen Eishockeyliga, der höchsten ungarischen Eishockeyspielklasse. Meister wurde zum ersten Mal in der Vereinsgeschichte überhaupt Újpesti Dózsa SC.

## Modus
In der Hauptrunde absolvierte jede der fünf Mannschaften insgesamt acht Spiele. Der Erstplatzierte der Hauptrunde wurde Meister. Für einen Sieg erhielt jede Mannschaft zwei Punkte, bei einem Unentschieden gab es einen Punkt und bei einer Niederlage null Punkte.

## Hauptrunde

### Tabelle
|    | Klub                  | Sp | S | U | N | Tore  | Punkte |
| -- | --------------------- | -- | - | - | - | ----- | ------ |
| 1. | Újpesti Dózsa SC      | 8  | 7 | 1 | 0 | 47:17 | 15     |
| 2. | Vörös Meteor Budapest | 8  | 2 | 4 | 2 | 17:16 | 8      |
| 3. | BVSC Budapest         | 8  | 3 | 2 | 3 | 17:25 | 8      |
| 4. | Ferencvárosi TC       | 8  | 2 | 3 | 3 | 23:22 | 7      |
| 5. | Építõk Budapest       | 8  | 1 | 0 | 7 | 15:39 | 2      |

Sp = Spiele, S = Siege, U = unentschieden, N = Niederlagen, OTS = Overtime-Siege, OTN = Overtime-Niederlage, SOS = Penalty-Siege, SON = Penalty-Niederlage